# Romeins theater van Amman
Het Romeinse theater van Amman is een antiek theater in de Jordaanse hoofdstad Amman.
Het theater is samen met het naastgelegen odeum gebouwd in de 2e eeuw na Chr., tijdens de regering van keizer Antoninus Pius. Het biedt plaats aan 6.000 toeschouwers op 33 rijen zitplaatsen en is daarmee het grootste antieke theater van Jordanië. Het theater ligt direct aan het oude forum en is tegen de heuvel aan gebouwd.
Het goed bewaard gebleven theater is het belangrijkste monument van het antieke Philadelphia. Tegenwoordig is het een toeristische trekpleister en het wordt nog steeds voor diverse voorstellingen gebruikt.